# Eric Miyashiro
Eric Miyashiro (japonês エ リ ッ ク ミ ヤ シ ロ ou エ リ ッ ク 宮城; nascido em 13 de julho de 1963 em Honolulu, Havaí) é um trompetista de ascendência japonesa, nascido nos Estados Unidos .

## Vida
Eric Miyashiro é filho de um nipo-americano de segunda geração e de uma japonesa. Sua mãe era uma dançarina de Tóquio, seu pai era trompetista e nessa função um membro da Royal Hawaiian Band . Ele também tinha seu próprio combo de jazz, tocava teclado, contrabaixo e vibrafone e fazia arranjos. No entanto, Eric Miyashiro não recebeu nenhuma aula de trompete dele, mas aprendeu o instrumento autodidaticamente a partir da 5ª série. Ele cresceu no Havaí.
Depois de se formar no colégio em Boston , ele recebeu uma bolsa de estudos do Berklee College of Music em 1982 . Depois de dois anos ele se juntou à Buddy Rich Big Band, com a qual se apresentou por sete anos. Às vezes, ele recebia aulas, entre outros, por Bobby Shew, Chuck Findley, Allen Vizzutti, Doc Severinsen e Maynard Ferguson.
Miyashiro também é compositor, arranjador e professor de música, mas aparece principalmente como solista com uma orquestra clássica ou com formações de jazz. Em 1995 ele montou a banda EM . Em 2013, ele se tornou diretor musical da Blue Note Tokyo All Star Jazz Orchestra. 
Miyashiro é professor de trompete na Shōwa Academia Musicae e professor visitante na Senzoku Gakuen Academy of Music e na Kunitachi Academy of Music. Ele mora no Japão desde 1990. 

## Discografia
CDs Solo 
- 2000: Kick Up
- 2003: Cidade de Bronze
- 2006: Times Square Live no STB 139
- 2008: Pleiades - Tributo a Maynard Ferguson
- 2010: Skydance

## Ligações Externas
- Site oficial de Eric Miyashiro (japonês / inglês)
- Eric Miyashiro na Discogs (inglês)